# تاريخ كندا (1945-1960)

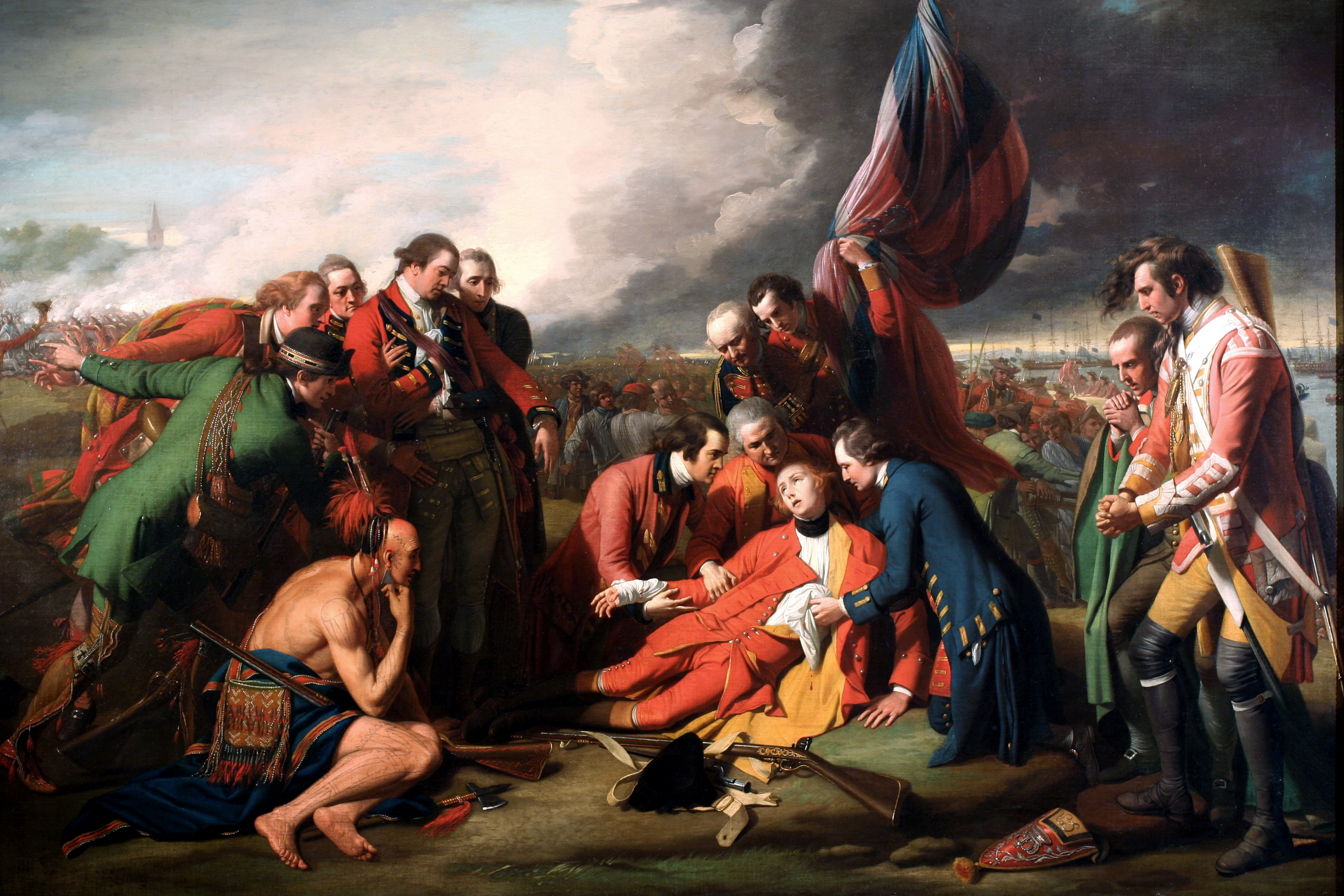

عاد الازدهار إلى كندا خلال الحرب العالمية الثانية. ومع استمرار الحكومات الليبرالية، تحولت السياسات الوطنية بشكل متزايد إلى الرعاية الاجتماعية، والتي تتضمن الرعاية الصحية الشاملة وراتب التقاعد لكبار السن ومعاشات المحاربين القدامى.
دفعت الأزمة المالية في أزمة الكساد الكبير بعد الحرب العالمية الأولى، والتي كان الفساد المستشري سببًا فيها، سكان جزيرة نيوفندلاند إلى التخلي عن الحكومة المسؤولة في عام 1934 وأن تصبح مستعمرة ملكية تابعة للحاكم البريطاني. عاد الازدهار مرة أخرى عند وصول الجيش الأمريكي في عام 1941 مع أكثر من 10000 جندي واستثمار ضخم في القواعد الجوية والبحرية. زادت المشاعر الشعبية تجاه الولايات المتحدة، منبهة الحكومة الكندية، والتي أصبحت تريد انضمام جزيرة نيوفنلاند إلى الاتحاد الكونفدرالي بدلًا من الانضمام إلى الولايات المتحدة. في عام 1948، منحت الحكومة البريطانية المصوتين ثلاثة خيارات للاستفتاء: البقاء كمستعمرة ملكية، أو العودة إلى حالة السيادة (ما يعني الاستقلال)، أو الانضمام إلى كندا. الانضمام إلى الولايات المتحدة لم يكن خيارًا. بعد نقاشات مريرة صوت سكان نيوفنلاند للانضمام إلى كندا في عام 1949 لتصبح مقاطعة.

## إصلاحات ما  بعد الحرب
أتت الحرب العالمية الثانية بالعديد من التغيرات إلى كندا؛ إذ حظت كندا بازدهار اقتصادي، وكانت الحكومة أكثر مركزية بشكل ضروري أثناء الحرب، وبقيت كذلك بعدها. بدأت الحكومة الفدرالية أيضًا في تبني سياسات الرعاية الاجتماعية، واستدانت كثيرًا من اتحاد الكومنولث التعاوني، والذي قدم هذه السياسات في المقاطعات الغربية حتى قبل الحرب. فدراليًا، تضمنت هذه السياسات تأمين المستشفيات، ومعاشات كبار السن والمحاربين القدامى. ما إن انتهت الحرب، سُرحت فصائل من القوات المسلحة، ولم تُجند النساء مرة أخرى حتى الحرب الكورية في عام 1951. أُلغيت رعاية الأطفال المجانية والامتيازات الضريبية لتشجيع النساء على ترك سوق العمل، ومُرر قانون يوفر بدل الأسرة أو «مكافأة الطفل» ليعوض الأسر عن تكاليف الحرب وتجميد الأجور في وقت الحرب. مُنح الآباء عن الأطفال الأصغر من 16 عاماً مدفوعات شهرية تتراوح بين 5 و 8 دولارات، حسب عمر الطفل. ازدهر الاقتصاد بسبب الحرب، وفي ألبرتا، حدث ازدهار اقتصادي بسبب اكتشاف حقول بترول حديثة في عام 1947. زاد الإنفاق على السلع الاستهلاكية أثناء الفترة التالية للحرب بينما ازدادت نسبة امتلاك السيارات بشكل ثابت، وأصبح ثلثي الأسر تمتلك سيارة (و10% يمتلكون اثنان أو أكثر) بحلول عام 1960.
فاز ماكيزي كينج بانتخابات 1945، لكنه تقاعد في عام 1984 وتبعه لويس ستيفن لورين. نجح لورين في تمديد حالة الانتعاش، وساعد في ضم نيوفندلاند إلى الكونفدرالية لتصبح المقاطعة الكندية العاشرة في عام 1949.

## انضمام نيوفندلاند إلى الدولة
بعد الحرب العالمية الثانية، وفي عام 1956، أُجريَت انتخابات للمؤتمر الوطني في نيوفندلاند الوطنية لتحديد مستقبل سيادة مستعمرة نيوفندلاند المستقلة. صوت المؤتمر بعقد استفتاء شعبي للتحديد بين استمرار الدور المباشر للجنة الحكومة أو استعادة الحكومة المسؤولة. طالب جوزيف روبرتس سمولوود، قائد الكونفدراليين، بضم خيار ثالث وهو الاتحاد مع كندا. رغم أن حركته هزمها المؤتمر، إلا أن سمولوود لم يستسلم، بل أصر على جمع أكثر من 5000 عريضة من الشعب خلال أسبوعين وأرسلها إلى لندن عن طريق المحافظ. أضافت المملكة المتحدة الخيار الثالث بانضمام نيوفندلاند إلى كندا إلى التصويت عن طريق إصرارها على عدم منح نيوفندلاند أي مساعدات مادية مستقبلية.
بعد العديد من المناقشات، عُقد استفتاء أولي في 3 يونيو من عام 1948 للتحديد بين الاستمرار مع لجنة الحكومة، أو العودة إلى حالة السيادة، أو الانضمام إلى الاتحاد الكندي الكونفدرالي. قامت الحرب في ذلك الاستفتاء بين ثلاثة أحزاب، قام الاتحاد الكونفدرالي الخاص بسمولوود بحملة لدعم خيار الاتحاد الكونفدرالي، بينما انقسمت الحملة المضادة للاتحاد الكونفدرالي بين الرابطة الحكومية المسؤولة بقيادة بيتر كاشين وحزب الاتحاد الاقتصادي مع الولايات المتحدة بقيادة تشيزلي كروسبي، وكلاهما دعا للتصويت من أجل الحكومة المسؤولة. لم يدعُ أي حزب إلى مواصلة لجنة الحكومة.
كانت النتيجة غير حاسمة، بنسبة 44.6% لصالح استعادة حالة السيادة، و41.1% لصالح الاتحاد مع كندا، و14.3% لصالح الاستمرار في الحكومة المسؤولة. بين الانتخابات الأولى والثانية، انتشرت شائعات أن الأساقفة الكاثوليك استخدموا سلطتهم الدينية لتغيير نتائج التصويت. كانت الأخوية البرتقالية شديدة السخط ودعت جميع أعضائها للتصويت للكونفدرالية، لأن الكاثوليك صوتوا لصالح الحكومة المسؤولة. فاق البروتستانت الكاثوليك عددًا في نيوفندلاند بنسبة 2:1. ومن المعتقد أنه كان لذلك أثر كبير في نتيجة الاستفتاء الثاني. عُقد الاستفتاء الثاني في يوم 22 يوليو من عام 1948، والذي استفتى أهل جزيرة نيوفندلاند للاختيار بين الاتحاد أو حالة السيادة، وحُسم بنسبة 52% إلى 48% لصالح الاتحاد مع كندا. انضمت نيوفندلاند إلى كندا في 31 من شهر مارس عام 1949.
لم يكن الجميع راضيًا عن النتائج رغم ذلك. شكك بيتر كاشين، وهو معادي صريح للاتحاد، في صحة الأصوات. وادعى أن ما جلب الاتحاد هو تعاون غير شريف بين لندن وأوتاوا.

## الحرب الباردة
في الوقت نفسه، بدأت العلاقات الكندية الأجنبية في التركيز على الولايات المتحدة، والتي تفوقت على بريطانيا كقوة عالمية. أثناء الحرب العالمية الثانية كانت كندا شريكًا صغيرًا في التحالف بين الولايات المتحدة وبريطانيا، وتعهدت الولايات المتحدة على المساعدة في الدفاع عن كندا إذا لزم الأمر. كانت كندا أحد الأعضاء المؤسسين للأمم المتحدة، وكانت أيضًا عضوًا في حلف شمال الأطلسي (الناتو) في عام 1949، لكن الولايات المتحدة طغت عليها إلى حد كبير في الشأن العالمي. وبقت كندا حليفًا قريبًا للولايات المتحدة خلال الحرب الباردة.
حينما انشق إيجور جوزينكو، وهو كاتب شيفرات سرية للسفارة السوفيتية في أوتوا بكندا، قادت المخاوف من الجاسوسية السوفيتية إلى انتشار حالة الخوف الأحمر والقبض على 18 شخصًا وإدانتهم، من ضمنهم فريد روز عضو البرلمان عن حزب العمل التقدمي (الشيوعي).
شاركت كندا، تحت مظلة الأمم المتحدة، في الحرب الكورية. كان وزير الشؤون الخارجية ليستر باولز بيرسون في مجلس الوزراء سانت لوران مشتركًا في الجانب الدبلوماسي في الصراع، وأصبح أكثر نشاطًا في الأمور الدبلوماسية مع الأمم المتحدة بعد انتهاء الحرب. في عام 1956 اقترح بيرسون حلًا لأزمة السويس (العدوان الثلاثي)؛ وهو إنشاء قوات دولية لحفظ السلام. ونال بيرسون جائزة نوبل للسلام عن جهوده في عام 1957.
سعى سانت لوران لخلق الطائرة المقاتلة عالية التطور، أفرو السهم. ونجح في صنع أسرع الطائرات في التاريخ حتى هذه اللحظة، وما زالت قريبة من مستوى الطائرات الحديثة. رغم ذلك، ألغى جون جورج دايفنبيكر التابع لسانت لورين هذه الطائرة المثيرة للجدل في عام 1959، بالرغم من مساعدة دايفنبيكر بإنشاء نظام صواريخ دفاعي مع الولايات المتحدة، وهو النورد.
كانت هناك أصوات على الجانبين اليمين واليسار تحذر من الاقتراب أكثر من اللازم من الولايات المتحدة. استمع القليل من الكنديين إلى هذا الرأي قبل عام 1957. في حين أنه كان هناك إجماع كبير حول السياسات الخارجية وسياسات الدفاع من عام 1948 وحتى عام 1957. وصرح كل من بوثويل ودراموند وإنجلش:
كان الدعم موحدًا بشكل جغرافي وعرقي، من الشاطئ إلى الشاطئ وبين الفرنسيين والإنجليز. من اتحاد الكومنولث التعاوني يسارًا إلى حزب الائتمان الاجتماعي يمينًا، واتفقت الأحزاب السياسية على أن حلف الناتو كان شيئًا جيدًا، وأن الشيوعية أمر سيئ، وأن الارتباط الوثيق بأوروبا هو أمر محبب، وأن الكومنولث مثل الماضي المجيد.
بالرغم من ذلك، لم يستمر هذا الإجماع. فبحلول عام 1957، أبعدت أزمة السويس كندا عن كل من بريطانيا وفرنسا؛ وارتاب السياسيون من القيادة الأمريكية، وشكك رجال الأعمال في الاستثمارات المالية الأمريكية؛ وسخر المفكرون من قيم التلفزيون الأمريكي وهوليود التي شاهدها جميع الكنديين. «الدعم العام لسياسات كندا الخارجية جاء فشله كبيرًا. السياسة الخارجية تحولت سريعًا من كونها قضية رابحة لليبراليين إلى قضية خاسرة».